# Abū Saʿīd-i Abū l-Chair

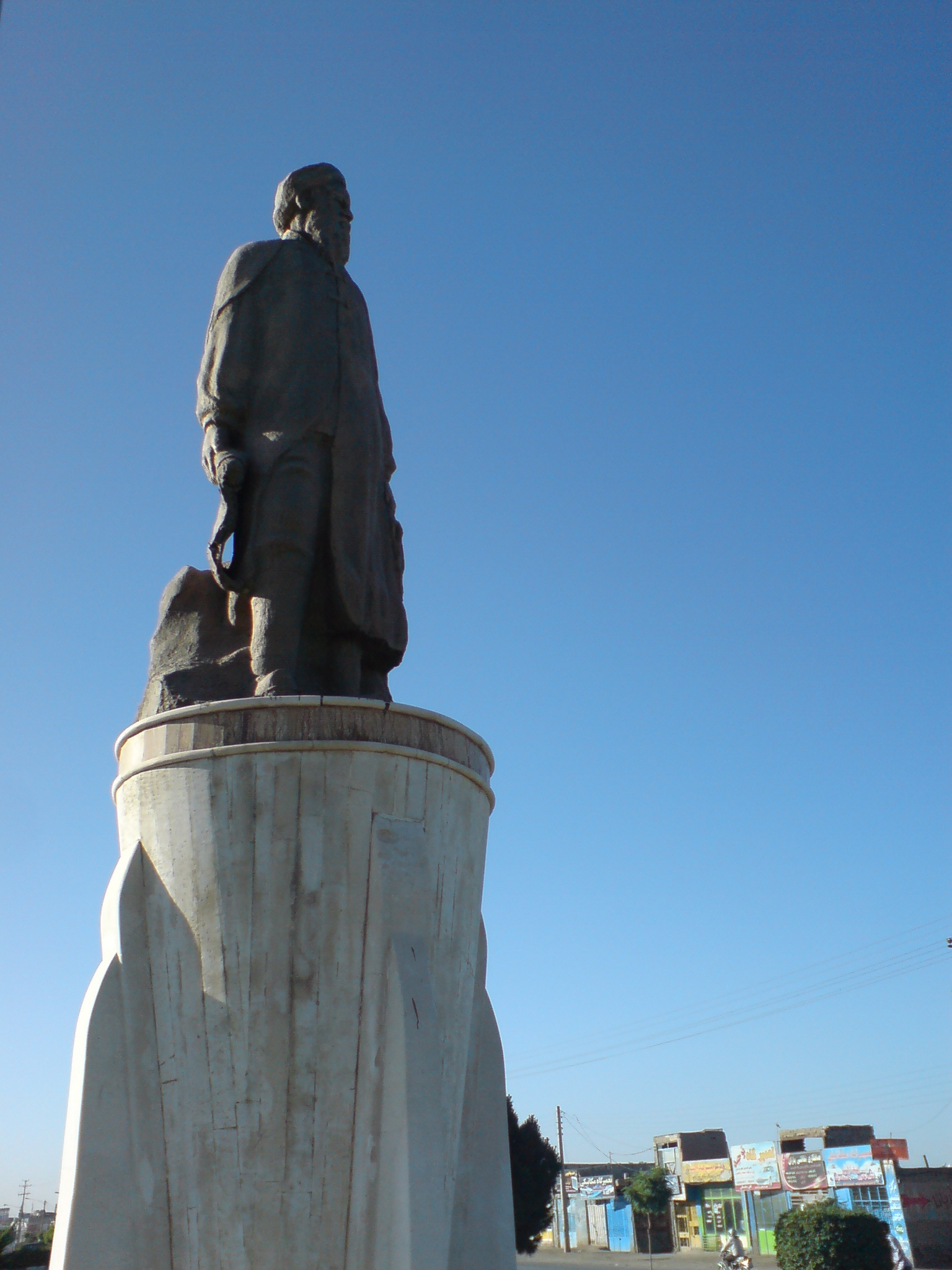
Denkmal in Nischapur

Abū Saʿīd-i Abū l-Chair (persisch ابو سعيد ابو الخير, DMG Abū Saʿīd-i Abū l-Ḫair geb. 7. Dezember 967 in Mayhana, Chorasan; † 12. Januar 1049) war ein bedeutender persischer Sufi (islamischer Mystiker). Er war maßgeblich an der Entwicklung der sufischen Tradition beteiligt.

## Leben
Abu Sa'ids Vater war ein Arzt, der Pflanzenheilkunde betrieb, beschäftigte sich mit Mystik und Sufismus.
Zunächst setzte er sich mit der islamischen Lehre und arabischen Literatur auseinander. Im Alter von 23 Jahren übernahm jedoch der Sufismus die Hauptrolle in seinem Leben. Er war einer der ersten Sufiautoren, die einfache Liebesgedichte einsetzten, um Mystik zu erläutern. Damit wurde er einer der ersten Vertreter der persischen Sufidichtung. Sein Ruhm dehnte sich bereits zu Lebzeiten über die gesamte islamische Welt aus. Allerdings wird heute angenommen, dass viele der Gedichte, die ihm zugeschrieben werden, gar nicht von ihm stammen. Man meint, diese irrtümlichen Zuschreibungen stammen von seiner Liebe zu Gedichten, die er selbst bei seinen täglichen Gebeten zitierte. Selbst seine letzten Worte sollen ein Gedicht gewesen sein und anstatt Koranversen soll bei seiner Beerdigung ein Gedicht aufgesagt worden sein.
Abu Sa'id war ein Schüler des bekannten Sufis al-Sulami (936–1021) und gilt als der erste Vertreter des Sufismus, der eine Art von Mönchsregel für seine Schüler aufstellte. Es wird berichtet, dass er sieben Jahre lang äußerst asketische Übungen praktizierte und sich ganz und gar dem Wort Allahs widmete.
Für seine Lebensweise wurde er von der Bevölkerung zunächst bewundert und geschätzt. Er pflegte vor allem Selbsterniedrigung im Dienst seiner Mitbrüder und legte auch einen großen Eifer bei den rituellen Waschungen an den Tag. Später wurde er dann vor allem aufgrund seines direkten Charakters und dem Schwelgen im Dhikr von den Gelehrten und Religionswissenschaftlern seiner Zeit abgelehnt. Dies führte sogar zu einer Reihe von Mordanschlägen gegen Abu Sa'id, die jedoch alle erfolglos verliefen.
Im Alter von 40 Jahren erreichte er der Überlieferung nach die Erleuchtung. Von diesem Moment an gab er die frühere asketische Lebensweise auf. Von nun an verwendete er die finanzielle Unterstützung, die ihm von frommen Muslimen zuteilwurde, dazu, seine Mitbrüder und Freunde zu unterhalten.
Der Ort Mayhana war zur damaligen Zeit eine der wichtigsten Städte Chorasans, doch heute ist von ihr lediglich das Grabmal Abu Sa'ids und das Gebäude, in dem es sich befindet, übriggeblieben. Die meiste Zeit seines Lebens verbrachte er in der persischen Stadt Nischapur, die damals als eine der größten Städte der Welt galt.
Die meisten Informationen über ihn und sein Leben stammen aus dem Buch Asrar al-Tawhid fi Maghamat (Arabisch: اسرار التوحید فی مقامات ابو سعید), von einem seiner Enkel, Mohammad Ibn Monavvar, zirka 130 Jahre nach seinem Tod verfasst. Das Buch erzählt ist eine Sammlung von Anekdoten über sein Leben und enthält eine Sammlung seiner Texte. Es ist eines der bedeutendsten Werke des frühen Sufismus.
Das Meane-Baba-Mausoleum wurde im 11. Jahrhundert als Grabstätte Abu Sa'ids erbaut und ist bis heute eine bedeutende Pilgerstätte.